# Liste der Stolpersteine in der Region Pays de la Loire

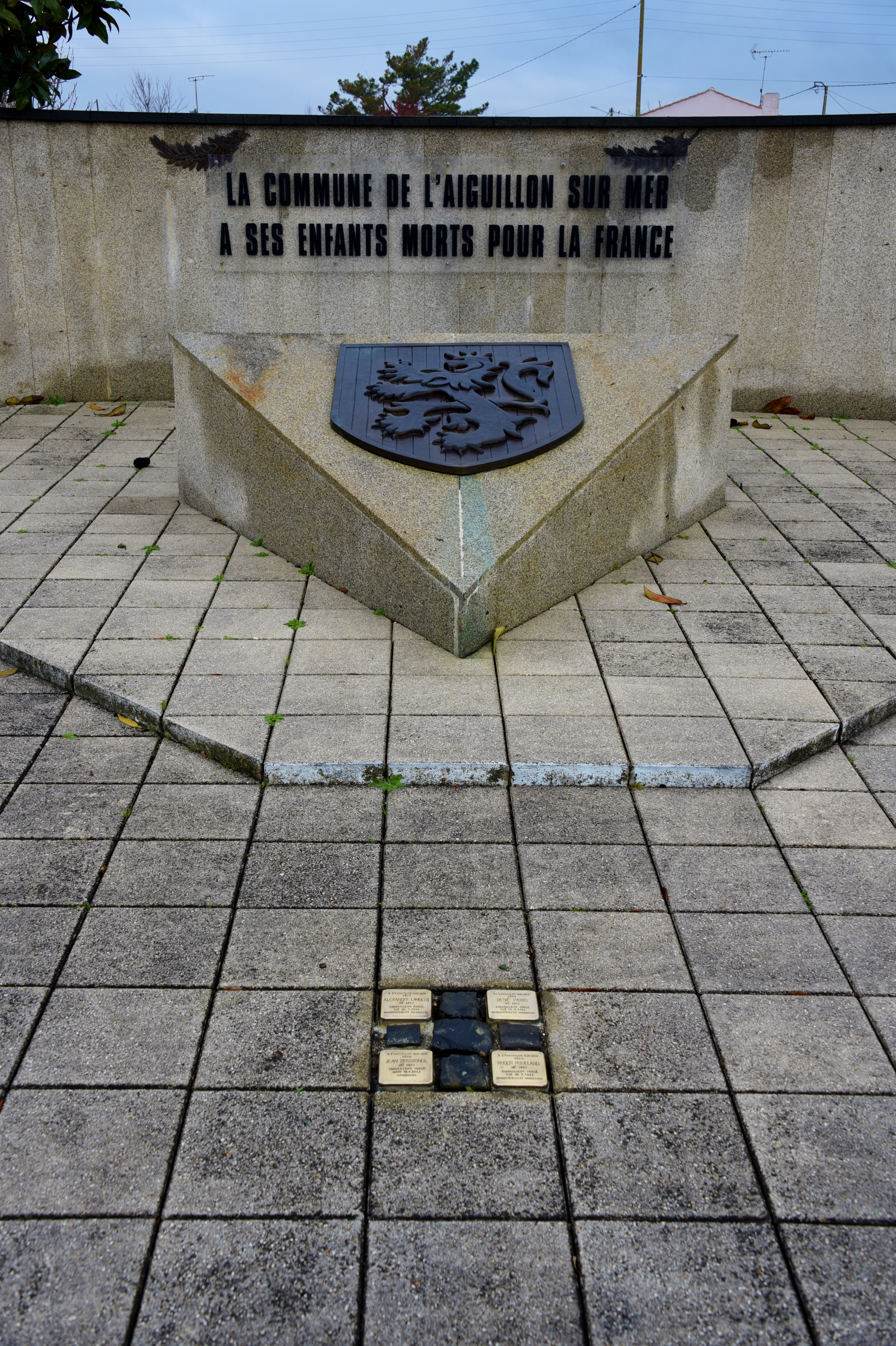
Vier Stolpersteine in L’Aiguillon-sur-Mer

Die Liste der Stolpersteine in der Region Pays de la Loire enthält die Stolpersteine in der französischen Region Pays de la Loire. Sie erinnern an das Schicksal der Menschen, die von den Nationalsozialisten ermordet, deportiert, vertrieben oder in den Suizid getrieben wurden. Die Stolpersteine werden von Gunter Demnig verlegt. Sie liegen im Regelfall vor dem letzten selbst gewählten Wohnsitz des Opfers. In dieser Region allerdings liegen zwölf der dreizehn bislang verlegten Stolpersteine vor dem jeweiligen Gefallenendenkmal ihres Heimatortes.
Die Verlegungen in dieser Region erfolgten in enger Zusammenarbeit mit dem Hamburger Stolpersteinprojekt, da die bislang verlegten Steine allesamt französischen Zwangsarbeitern gewidmet sind, die in Hamburg ums Leben gekommen sind und für die auch in Hamburg Stolpersteine verlegt wurden.
Die Verlegungen erfolgten Ende September, Anfang Oktober 2013 durch den Künstler persönlich.

## Zwangsarbeit in Deutschland
Frankreich kapitulierte am 22. Juni 1940. Das Vichy-Regime wurde etabliert und kollaborierte mit dem siegreichen NS-Regime. Der Generalbevollmächtigte für den Kriegseinsatz, Fritz Sauckel, forderte Arbeitskräfte aus Frankreich an, doch trotz kriegsbedingter Arbeitslosigkeit fanden sich nur wenig Freiwillige für den Arbeitseinsatz in Deutschland, rund 17.000. Die Vichy-Regierung erließ daraufhin 1942 ein Gesetz, welches Männer zwischen 18 und 50 und Frauen zwischen 21 und 35 zur Arbeit im Ausland zwangsverpflichtete. Viele Franzosen entschieden sich in der Folge abzutauchen und sich zu verstecken. Das Service du travail obligatoire (STO) wurde im Februar 1943 gegründet und rekrutierte zusammen mit dem 1942 erlassenen Gesetz zwischen 600.000 und 650.000 Arbeitskräfte für Deutschland. Davon kamen etwa 50.000 ums Leben.

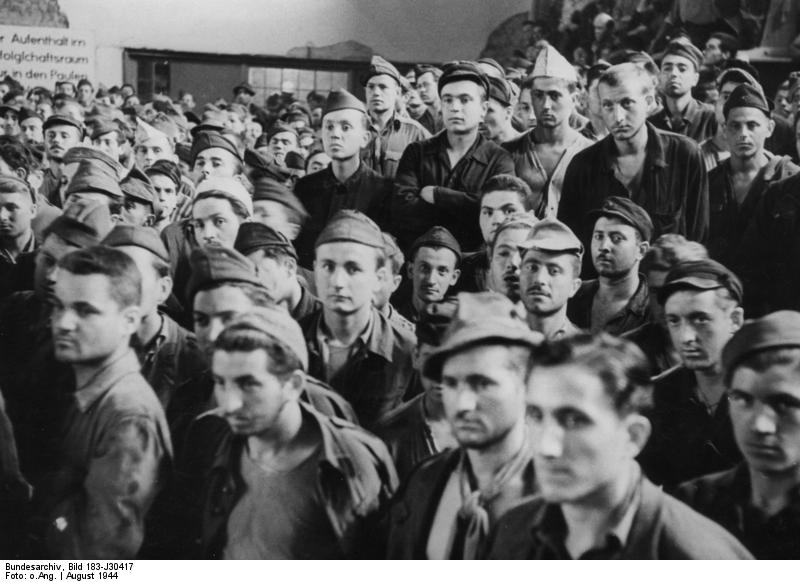
Ausländische Arbeitskräfte in einem deutschen Rüstungsbetrieb, August 1944

Im Département Vendée wurden rund 4.200 Zwangsarbeiter rekrutiert. Davon starben rund einhundert in Konzentrationslagern des NS-Regimes, interniert aufgrund des Verdachts der Sabotage. Trotzdem wurden viele Zwangsarbeiter in ihrer Heimat als Kollaborateure und Verräter angesehen. Sie wurden erst 2008 als „Opfer der Zwangsarbeit im nationalsozialistischen Deutschland“ anerkannt und rehabilitiert.
Am späten Abend des 1. Juli 1943 traf eine Gruppe von Zwangsverpflichteten aus dem Département Vendée in Hamburg ein. Die jungen Franzosen gehörten den Jahrgängen 1921 und 1922 an und standen bereits voll im Berufsleben – als Landwirte, Maurer, Volksschullehrer oder Fischer. Sechs von ihnen waren verheiratet, einige hatten kleine Kinder. Sie waren der Rekrutierung – oft nach langen Überlegungen und Diskussionen – ordnungsgemäß gefolgt und wurden im Zwangsarbeiterlager in der Norderstraße 23 in Altona einquartiert, der heutigen Virchowstraße. Der Gebäudekomplex, bestehend aus einer Infanteriekaserne (an der Norderstraße), einer Dragonerkaserne (am heutigen Eschelsweg) sowie kleineren Gebäuden im Innenbereich, wurde zuvor bis Mitte 1941 als Alten- und Siechenheim und als sogenannte Irrenanstalt genutzt. Danach wurde die Anlage für Ausgebombte und Zwangsarbeiter genutzt. Im April 1942 waren rund 450 junge Männer aus der Ukraine eingetroffen. Sie stellten bis zum Schluss das größte Kontingent im Lager dar. Am 4. Juli 1943 wurden die Personalangaben der französischen Zwangsarbeiter in der Hausmeldekartei vermerkt. In der Gruppe, bestehend aus Katholiken aus der Vendée, entstand rasch ein enges Zusammengehörigkeitsgefühl. Die soeben Angekommenen wurden zu Hilfsarbeiten im Hafen eingeteilt, einige wurden an Binnenschiffer vermittelt.
Bei der alliierten Bombardierung Hamburgs Ende Juli/Anfang August 1943 (Operation Gomorrha) wurden rund 34.000 Menschen getötet, darunter eine unbekannte Zahl von Zwangsarbeitern, deren Lager an der Norderstraße (Altona) getroffen worden war. Sie wurden verschüttet, weil die Luftschutzkeller des Lagers der Wucht der Angriffe nicht standhielten. Überlebende mussten sich mit Händen aus den Trümmern herausarbeiten.

## Liste der verlegten Stolpersteine
Die Tabellen sind teilweise sortierbar; die Grundsortierung erfolgt alphabetisch nach dem Familiennamen.

### L’Aiguillon-sur-Mer
In L’Aiguillon-sur-Mer wurden vier Stolpersteine vor dem Gefallenendenkmal verlegt.
| Stolperstein | Übersetzung | Verlegeort                  | Name, Leben |
| ------------ | --- | --------------------------- | --- |
|              | IN L'AIGUILLON SUR MER LEBTE ALEXANDRE LAMBERT GEB. 1921 ZWANGSARBEITER GETÖTET 25.7.1943 BOMBARDIERUNG HAMBURGS | vor dem Gefallenendenkmal · | Alexandre Lambert wurde am 15. April 1921 geboren. Er lebte in L’Aiguillon-sur-Mer, war Fischer und verheiratet. Am 28. Juni 1943 wurde er zur Zwangsarbeit nach Hamburg-Altona deportiert. Er ist dort in der Bombennacht vom 24. auf 25. Juli 1943 ums Leben gekommen. Sein Leichnam wurde nicht gefunden. |
|              | IN L'AIGUILLON SUR MER LEBTE RENÉ PARIS GEB. 1921 ZWANGSARBEITER GETÖTET 25.7.1943 BOMBARDIERUNG HAMBURGS        | vor dem Gefallenendenkmal · | Renè Paris wurde am 17. Mai 1921 geboren. Er lebte in L’Aiguillon-sur-Mer, war Fischer und ledig. Am 28. Juni 1943 wurde er zur Zwangsarbeit nach Hamburg-Altona deportiert. Er ist dort in der Bombennacht vom 24. auf 25. Juli 1943 ums Leben gekommen. Sein Leichnam wurde nicht gefunden. |
|              | IN L'AIGUILLON SUR MER LEBTE JEAN ROSSIGNOL GEB. 1921 ZWANGSARBEITER TOT 10.4.1944 HAMBURG                       | vor dem Gefallenendenkmal · | Jean Rossignol wurde am 26. Februar 1921 geboren. Er lebte in L’Aiguillon-sur-Mer, war Fischer und ledig. Am 28. Juni 1943 wurde er zur Zwangsarbeit nach Hamburg-Altona deportiert. Er überlebte die Hamburger Bombennacht vom 24. auf 25. Juli 1943, verstarb jedoch am 10. April 1944 an Typhus. Er wurde auf dem Ohlsdorfer Friedhof beigesetzt. Sein Leichnam wurde später in seinen Heimatort überführt und neuerlich bestattet. |
|              | IN L’AIGUILLON SUR MER LEBTE ROGER ROULLAND GEB. 1921 ZWANGSARBEITER GETÖTET 25.7.1943 BOMBARDIERUNG HAMBURGS    | vor dem Gefallenendenkmal · | Roger Roulland wurde am 14. Januar 1921 geboren. Er lebte in L’Aiguillon-sur-Mer, war Fischer und ledig. Am 28. Juni 1943 wurde er zur Zwangsarbeit nach Hamburg-Altona deportiert. Er ist dort in der Bombennacht vom 24. auf 25. Juli 1943 ums Leben gekommen. Sein Leichnam wurde nicht gefunden. |

### La Baule-Escoublac
In La Baule-Escoublac wurden am 29. März 2022 neun Stolpersteine an zwei Adressen verlegt.
| Stolperstein | Übersetzung | Verlegeort                                                 | Name, Leben                               |
| ------------ | --- | ---------------------------------------------------------- | ----------------------------------------- |
|              | HIER WOHNTE FREDDY BESSO GEBOREN 1929 VERHAFTET 16.7.1942 INTERNIERT LA LANDE DRANCY DEPORTIERT AUSCHWITZ ERMORDET 16.11.1942      | Avenue du Berry (vor der Villa Martine) La Baule-Les-Pins  | Freddy Besso (1929–1942)                  |
|              | HIER WOHNTE JACQUELINE BESSO GEBOREN 1924 VERHAFTET 16.7.1942 INTERNIERT LA LANDE DRANCY DEPORTIERT AUSCHWITZ ERMORDET 3.12.1942   | Avenue du Berry (vor der Villa Martine) La Baule-Les-Pins  | Jacqueline Besso (1924–1942)              |
|              | HIER WOHNTE JANINE BESSO GEBOREN 1927 VERHAFTET 16.7.1942 INTERNIERT LA LANDE DRANCY DEPORTIERT AUSCHWITZ ERMORDET 16.11.1942      | Avenue du Berry (vor der Villa Martine) La Baule-Les-Pins  | Janine Besso (1927–1942)                  |
|              | HIER WOHNTE LINDA BESSO GEB. BENTATA 1903 VERHAFTET 16.7.1942 INTERNIERT LA LANDE DRANCY DEPORTIERT AUSCHWITZ ERMORDET 16.11.1942  | Avenue du Berry (vor der Villa Martine) La Baule-Les-Pins  | Linda Besso, geborene Bentata (1903–1942) |
|              | HIER WOHNTE JACQUES FISCHER GEBOREN 1925 VERHAFTET 16.7.1942 DEPORTIERT AUSCHWITZ ERMORDET [....]                                  | 5, avenue du Parc (vor der Villa Pinada) La Baule-Les-Pins | Jacques Fischer (1925–1942)               |
|              | HIER WOHNTE MAX FISCHER GEBOREN 1892 VERHAFTET 16.7.1942 DEPORTIERT AUSCHWITZ ERMORDET 19.10.1942                                  | 5, avenue du Parc (vor der Villa Pinada) La Baule-Les-Pins | Max Fischer (1892–1942)                   |
|              | HIER WOHNTE PIERRE FISCHER GEBOREN 1928 VERHAFTET 16.7.1942 DEPORTIERT AUSCHWITZ ERMORDET 10.10.1942                               | 5, avenue du Parc (vor der Villa Pinada) La Baule-Les-Pins | Pierre Fischer (1928–1942)                |
|              | HIER WOHNTE SUZANNE FISCHER GEB. SEE 1893 VERHAFTET 16.7.1942 INTERNIERT PITHIVIERS DRANCY DEPORTIERT AUSCHWITZ ERMORDET 26.9.1942 | 5, avenue du Parc (vor der Villa Pinada) La Baule-Les-Pins | Suzanne Fischer, geborene See (1893–1942) |
|              | HIER WOHNTE ERNEST SEE GEBOREN 1864 VERHAFTET 16.7.1942 INTERNIERT PITHIVIERS DRANCY DEPORTIERT AUSCHWITZ ERMORDET 26.9.1942       | 5, avenue du Parc (vor der Villa Pinada) La Baule-Les-Pins | Ernest See (1864–1942)                    |

### Beaulieu-sous-la-Roche
In Beaulieu-sous-la-Roche wurden zwei Stolpersteine vor der Kirche verlegt.
| Stolperstein | Übersetzung | Verlegeort                          | Name, Leben |
| ------------ | --- | ----------------------------------- | --- |
|              | IN BEAULIEU SOUS LA ROCHE LEBTE RENÉ DEAU GEB. 1921 ZWANGSARBEITER GETÖTET 25.7.1943 BOMBARDIERUNG HAMBURGS     | Rue des Sables · (vor der Kirche) · | René Deau wurde am 20. Dezember 1921 geboren. Er lebte in Beaulieu-sous-la-Roche, war Volksschullehrer und hatte sich am 24. Juni 1943, kurz vor Antritt seiner Zwangsarbeit, verlobt. Am 28. Juni 1943 wurde er zur Zwangsarbeit nach Hamburg-Altona deportiert. In einem Brief an seine Familie schilderte er die Bedingungen, unter denen die jungen Männer aus der Vendée in der Hansestadt leben mussten: „Wir sind nicht immer willkommen in der Stadt, denn Leute werfen manchmal mit Steinen und Erde nach uns und wir können uns nicht wehren. Aber bei anderen Gelegenheiten ist es auch so, dass uns die Bevölkerung fast sympathisch ist. […] Macht euch keine Sorgen, es gibt viele Alarme, gestern zum Beispiel vier, aber nie fliegt ein Flugzeug über Hamburg. Ich habe den Eindruck, dass die Engländer nicht über genug Flugzeuge verfügen, um diese Stadt zu erreichen. Habt keine Angst um mich, das Schlimmste, was mir passieren kann, ist, dass ich lange hierbleiben muss, aber Gott wird mich beschützen, denn ich gebe mich ganz in seine Vorsehung.“ René Deau ist in der Hamburger Bombennacht vom 24. auf 25. Juli 1943 ums Leben gekommen. Sein Leichnam wurde nicht gefunden. |
|              | IN BEAULIEU SOUS LA ROCHE LEBTE MARCEL JAULIN GEB. 1921 ZWANGSARBEITER GETÖTET 25.7.1943 BOMBARDIERUNG HAMBURGS | Rue des Sables · (vor der Kirche) · | Marcel Jaulin wurde am 25. November 1921 geboren. Er lebte in Beaulieu-sous-la-Roche, war Volksschullehrer und verheiratet. Als er am 28. Juni 1943 zur Zwangsarbeit nach Hamburg-Altona deportiert wurde, war seine Frau schwanger mit einem Sohn. Marcel Jaulin ist in der Hamburger Bombennacht vom 24. auf 25. Juli 1943 ums Leben gekommen. Sein Leichnam wurde nicht gefunden. |

### Bourneau
In Bourneau wurde ein Stolperstein verlegt.
| Stolperstein | Übersetzung                                                                                      | Verlegeort                                     | Name, Leben |
| ------------ | ------------------------------------------------------------------------------------------------ | ---------------------------------------------- | --- |
|              | IN BOURNEAU LEBTE HILAIRE MARS GEB. 1922 ZWANGSARBEITER GETÖTET 25.7.1943 BOMBARDIERUNG HAMBURGS | Rue du Chateau · (vor dem Gefallenendenkmal) · | Hilaire Mars wurde am 20. November 1922 in Bourneau geboren. Er war das jüngste von drei Geschwistern und absolvierte eine Bäckerlehre. Er wurde von den Deutschen zur Zwangsarbeit rekrutiert und musste auf der Île d’Oléron Blockhäuser errichten. Nach seinem Urlaub sollte er in Deutschland eingesetzt werden. Sein Vater wollte ihn verstecken, doch er lehnte ab. Die Deutschen erschossen seinen Vater. Am 28. Juni 1943 wurde er zur Zwangsarbeit nach Hamburg-Altona deportiert. Er ist dort in der Bombennacht vom 24. auf 25. Juli 1943 ums Leben gekommen. Sein Leichnam wurde nicht gefunden. Seine ältere Schwester, Germaine Printemps-Mars, nahm an der Verlegungszeremonie teil, umgeben von ihren Kindern und Neffen. Bewegt dankte sie Gérard Guignard, dem Bürgermeister von Bourneau. Die Stolpersteinverlegung wurde in der Presse als Manifestation der deutsch-französischen Freundschaft angesehen. |

### Changé
In Changé, einer Gemeinde im Département Mayenne, wurden am 1. Juni 2024 drei Stolpersteine verlegt.
| Stolperstein | Übersetzung | Verlegeort             | Name, Leben                           |
| ------------ | --- | ---------------------- | ------------------------------------- |
|              | HIER WOHNTE HEJNOCH GASS GEBOREN 1893 VERHAFTET JULI 1942 INTERNIERT IN ANGERS DEPORTIERT AUSCHWITZ ERMORDET 16.10.1942 | Place Christian d'Elva | Hejnoch Gass (1893–1942)              |
|              | HIER WOHNTE JACQUES GASS GEBOREN 1921 VERHAFTET JULI 1942 INTERNIERT IN ANGERS DEPORTIERT AUSCHWITZ ERMORDET 27.10.1942 | Place Christian d'Elva | Jacques Gass (1921–1942)              |
|              | HIER WOHNTE ROSA GASS GEB. KIBEL 1894 VERHAFTET JULI 1942 INTERNIERT IN ANGERS DEPORTIERT AUSCHWITZ ERMORDET 25.7.1942  | Place Christian d'Elva | Rosa Gass, geborene Kibel (1894–1942) |

### Évron
In Évron, einer Gemeinde im Département Mayenne, wurden am 30. November 2023 zwei Stolpersteine verlegt.
| Stolperstein | Übersetzung | Verlegeort                             | Name, Leben               |
| ------------ | --- | -------------------------------------- | ------------------------- |
|              | HIER WOHNTE HERSCH KAREZ GEBOREN 1896 VERHAFTET 15.7.1942 INTERNIERT IN ANGERS DEPORTIERT NACH AUSCHWITZ ERMORDET 4.3.1944 JAWISCHOWITZ      | Rue de Laval, Ecke Allée des Cerisiers | Hersch Karez (1896–1944)  |
|              | HIER WOHNTE LEVY SZTOKMAN GEBOREN 1900 VERHAFTET 15.7.1942 INTERNIERT IN ANGERS DEPORTIERT NACH AUSCHWITZ MAUTHAUSEN ERMORDET 1.4.1945 GUSEN | Rue de Laval, Ecke Allée des Cerisiers | Levy Sztokman (1900–1945) |

### Fontaines
In Fontaines wurde ein Stolperstein verlegt.
| Stolperstein | Übersetzung                                                                                         | Verlegeort            | Name, Leben |
| ------------ | --------------------------------------------------------------------------------------------------- | --------------------- | --- |
|              | IN FONTAINES LEBTE PIERRE RAMBAUD GEB. 1922 ZWANGSARBEITER GETÖTET 25.7.1943 BOMBARDIERUNG HAMBURGS | Rue des Venelles 10 · | Pierre Rambaud wurde am 20. September 1922 geboren. Er lebte in Fontenay-le-Comte, Fontaines, war von Beruf Maurer und ledig. Am 28. Juni 1943 wurde er zur Zwangsarbeit nach Hamburg-Altona deportiert. Er ist dort in der Bombennacht vom 24. auf 25. Juli 1943 ums Leben gekommen. Sein Leichnam wurde nicht gefunden. |

### Fontenay-le-Comte
In Fontenay-le-Comte wurden zwei Stolpersteine vor dem Gefallenendenkmal verlegt.
| Stolperstein | Übersetzung                                                                                                | Verlegeort                                                        | Name, Leben |
| ------------ | --- | ----------------------------------------------------------------- | --- |
|              | IN FONTENAY LE COMTE LEBTE DANIEL BOUTIN GEB. 1922 ZWANGSARBEITER GETÖTET 25.7.1943 BOMBARDIERUNG HAMBURGS | 110 Rue de la Villa Gallo Romaine · (vor dem Gefallenendenkmal) · | Daniel Boutin wurde am 13. März 1922 geboren. Er lebte in Fontenay-le-Comte, war Hufschmied, verheiratet und hatte eine Tochter. Am 28. Juni 1943 wurde er zur Zwangsarbeit nach Hamburg-Altona deportiert. Er ist dort in der Bombennacht vom 24. auf 25. Juli 1943 ums Leben gekommen. Sein Leichnam wurde nicht gefunden.                                                                 |
|              | IN FONTENAY LE COMTE LEBTE ANDRÉ LÉGER GEB. 1922 ZWANGSARBEITER GETÖTET 25.7.1943 BOMBARDIERUNG HAMBURGS   | 110 Rue de la Villa Gallo Romaine · (vor dem Gefallenendenkmal) · | André Léger wurde am 19. November 1922 geboren. Er lebte in Fontenay-le-Comte und war Holzfäller und Landwirt. Er war verheiratet. Als er am 28. Juni 1943 zur Zwangsarbeit nach Hamburg-Altona deportiert wurde, war seine Frau schwanger mit einer Tochter. André Léger ist in der Hamburger Bombennacht vom 24. auf 25. Juli 1943 ums Leben gekommen. Sein Leichnam wurde nicht gefunden. |

### Le Mans
Die mehrfach angekündigten Stolpersteine für Le Mans, die Stadt der 24-Stunden-Rennen, wurden bis Juni 2024 nicht verlegt. Bekannt sind die Adressen und die Namen der Opfer, denen die Steine gewidmet sind: Maurice Benroubi, Hugo, Liliane und Mali Finder, Laure und René Heyman, Anna, Hélène und Jean Kesler, Cila, Hélène, Jacques, Jeanne, Michel und Salomon Suganas.

### Longèves
In Longèves wurde ein Stolperstein verlegt.
| Stolperstein | Übersetzung                                                                                             | Verlegeort                                                               | Name, Leben |
| ------------ | --- | ------------------------------------------------------------------------ | --- |
|              | IN LONGÈVES LEBTE CAMILLE CHARPENTIER GEB. 1922 ZWANGSARBEITER GETÖTET 25.7.1943 BOMBARDIERUNG HAMBURGS | 31-25 Rue Abbé Rousteau · (vor dem Gefallenendenkmal auf dem Friedhof) · | Camille Charpentier wurde am 17. November 1922 geboren. Er lebte in Longéves, war Landwirt und ledig. Am 28. Juni 1943 wurde er zur Zwangsarbeit nach Hamburg-Altona deportiert. Er ist dort in der Bombennacht vom 24. auf 25. Juli 1943 ums Leben gekommen. Sein Leichnam wurde nicht gefunden. |

### Mervent
In Mervent wurde ein Stolperstein verlegt.
| Stolperstein | Übersetzung                                                                                        | Verlegeort                                      | Name, Leben |
| ------------ | -------------------------------------------------------------------------------------------------- | ----------------------------------------------- | --- |
|              | IN MERVENT LEBTE PIERRE TRILLAUD GEB. 1922 ZWANGSARBEITER GETÖTET 25.7.1943 BOMBARDIERUNG HAMBURGS | Place du Héraut · (vor dem Gefallenendenkmal) · | Pierre Trillaud wurde am 19. Dezember 1922 geboren. Er lebte in einem Forsthaus in Mervent, war Forstwirt, verheiratet und Vater von zwei Kindern. Als er am 28. Juni 1943 zur Zwangsarbeit eingezogen und nach Hamburg-Altona deportiert wurde, war seine Frau mit dem dritten Kind schwanger, einem Sohn. Pierre Trillaud ist in der Hamburger Bombennacht vom 24. auf 25. Juli 1943 ums Leben gekommen. Sein Leichnam wurde nicht gefunden. Seine Kinder waren bei der Verlegungszeremonie anwesend, ebenso Joël Bobineau, der Bürgermeister von Mervent. Die Familie von Pierre Trillaud gab bekannt, dass diese Anerkennung ein wenig spät komme, es aber wichtig wäre, die Menschen wissen zu lassen, dass die Rekrutierten keine Chance hatten, der Zwangsarbeit zu entkommen. |

### Nieul-sur-l’Autise
In Nieul-sur-l’Autise wurde ein Stolperstein verlegt.
| Stolperstein | Übersetzung                                                                                               | Verlegeort                                        | Name, Leben |
| ------------ | --- | ------------------------------------------------- | --- |
|              | IN NIEUL SUR L'AUTISE LEBTE GUY MERCIER GEB. 1921 ZWANGSARBEITER GETÖTET 25.7.1943 BOMBARDIERUNG HAMBURGS | Place de l'Abbaye · (vor dem Gefallenendenkmal) · | Guy Mercier wurde am 14. April 1921 geboren. Er kam aus Nieul-sur-l’Autise, war Volksschullehrer und ledig. Am 28. Juni 1943 wurde er zur Zwangsarbeit nach Hamburg-Altona deportiert. Er ist dort in der Bombennacht vom 24. auf 25. Juli 1943 ums Leben gekommen. Sein Leichnam wurde nicht gefunden. |

## Stolpersteine in Hamburg
Ein Überlebender des Zwangsarbeiterlagers Norderstraße, Louis Deslandes, schrieb im Herbst 2011 einen Brief an den Ersten Bürgermeister von Hamburg, Olaf Scholz, und ersuchte ihn, seinen in Hamburg umgekommenen Landsleuten in geeigneter Form zu gedenken. Die Bezirksversammlung Altona gründete daraufhin eine Arbeitsgruppe. Es wurden zwei Gedenkveranstaltungen organisiert. Im Januar 2013 wurden in der Jessenstraße vor dem Technischen Rathaus Altona von Gunter Demnig 14 Stolpersteine verlegt: ein Stolperstein mit genereller Erläuterung und 13 Stolpersteine für jeden der ums Leben gekommenen Zwangsarbeiter. An der Einweihung nahmen auch Angehörige der Opfer teil.
Die Jessenstraße war nicht Standort des Zwangsarbeiterlagers. Das Lager befand sich hinter dem Technischen Rathaus im Geviert Virchowstraße, Mörkenstraße, Grotjahnstraße und Eschelsweg. Der Standort wurde gewählt, weil sich das eigentliche Gelände in einem heute kaum begangenem Gewerbegebiet befindet.

## Stolpersteine in der Region Pays de la Loire
Die Vorsitzende des Altonaer Ausschusses für Kultur und Bildung, Stefanie Wolpert (Grüne), rief die Bevölkerung dazu auf, Patenschaften zu übernehmen und den Familien aus der Vendée die Stolpersteine zu schenken. Sielke Reineke, Schwiegertochter des Kaufmanns, der Louis Deslandes geholfen hatte, gründete in Hamburg eine Forschungsgruppe, die das Schicksal der in Hamburg ums Leben gekommenen Zwangsarbeiter aus der Vendée recherchierte. Sie sprach auch auf dem Festakt anlässlich der Stolpersteinverlegungen in der Vendée. Die gemeinsame deutsch-französische Gedenkarbeit solle „für unser Morgen – hier und anderswo – einen dauerhaften Frieden sichern.“

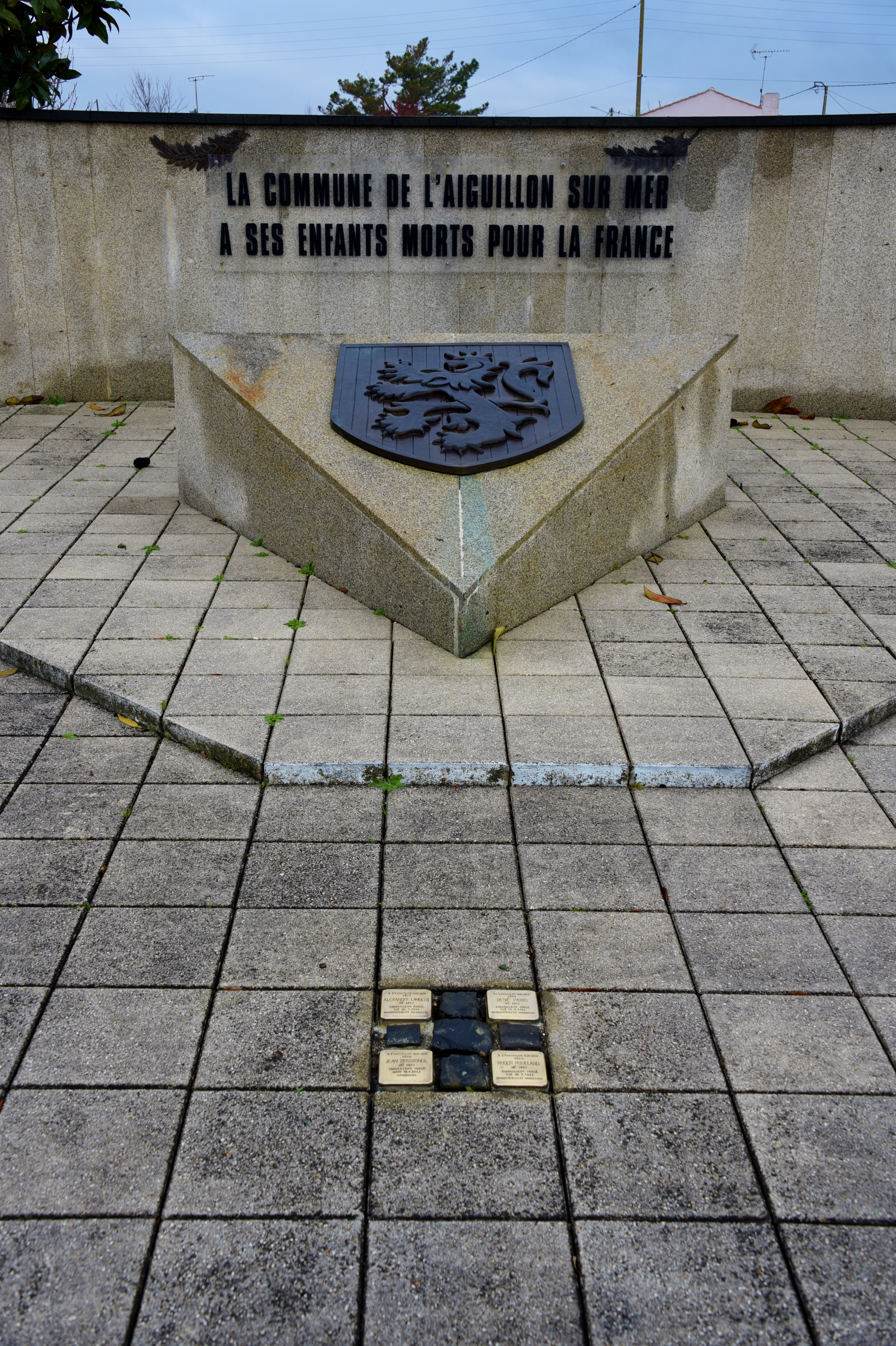
L’Aiguillon-sur-Mer
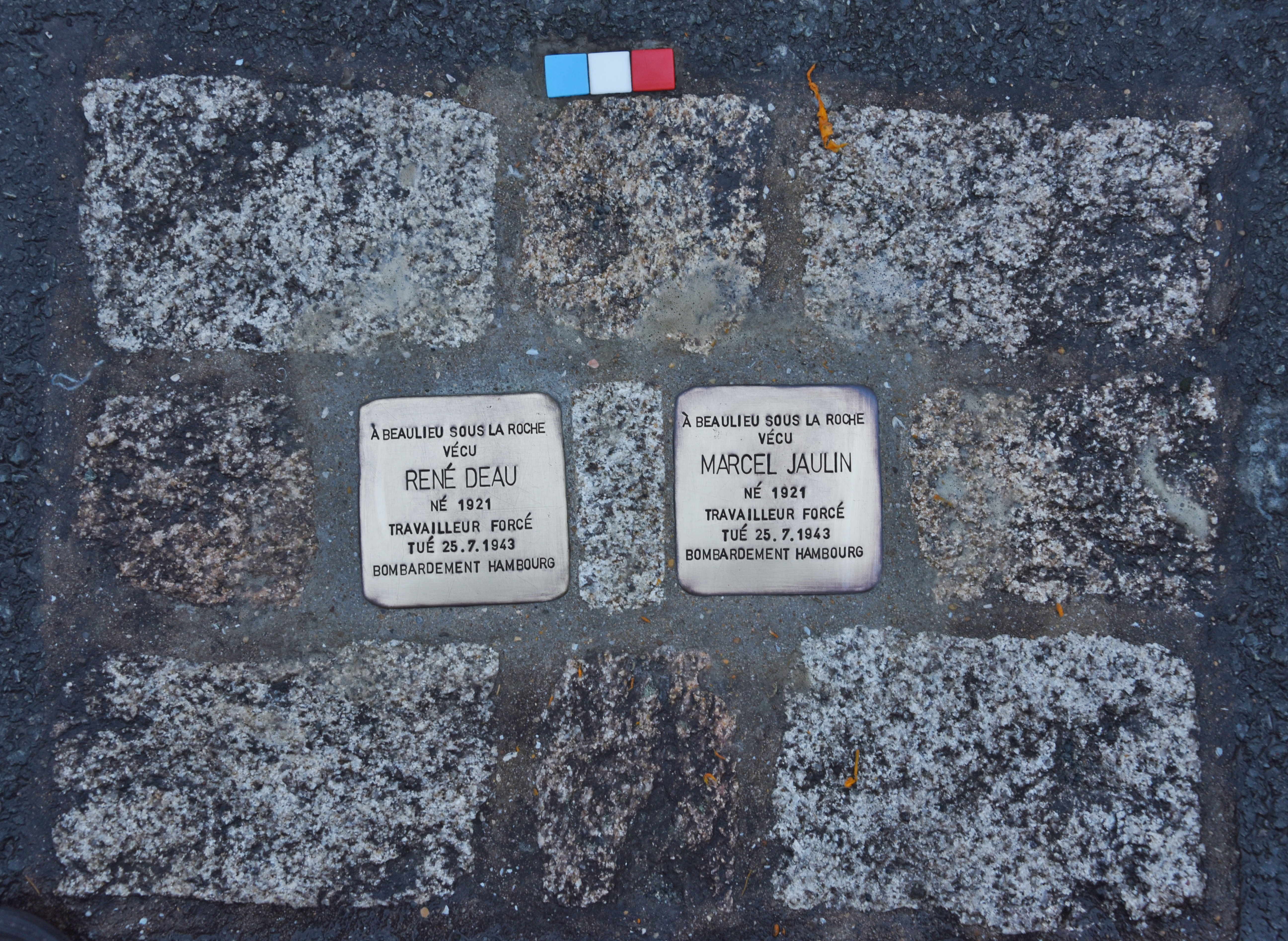
Beaulieu-sous-la-Roche
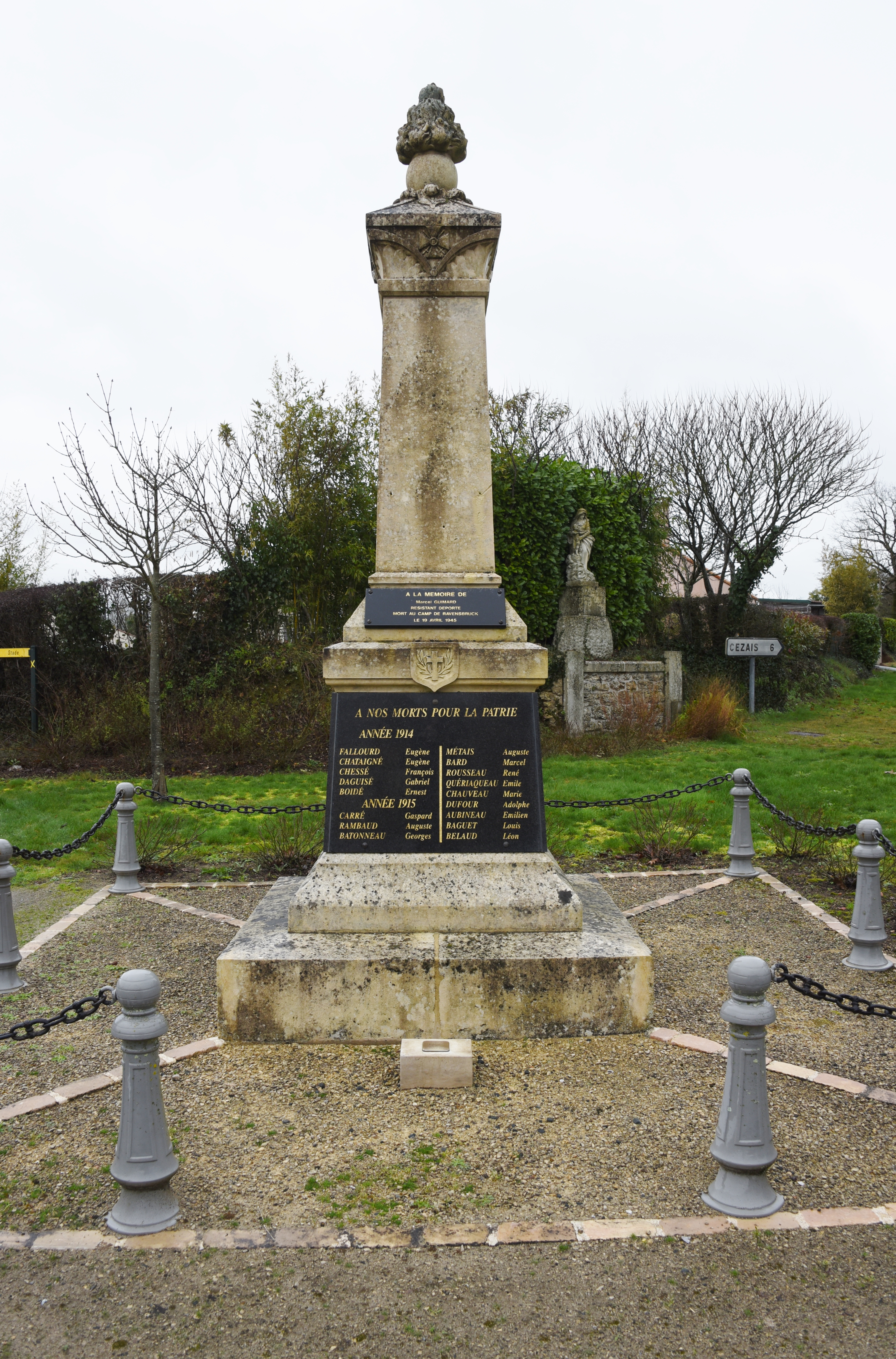
Bourneau
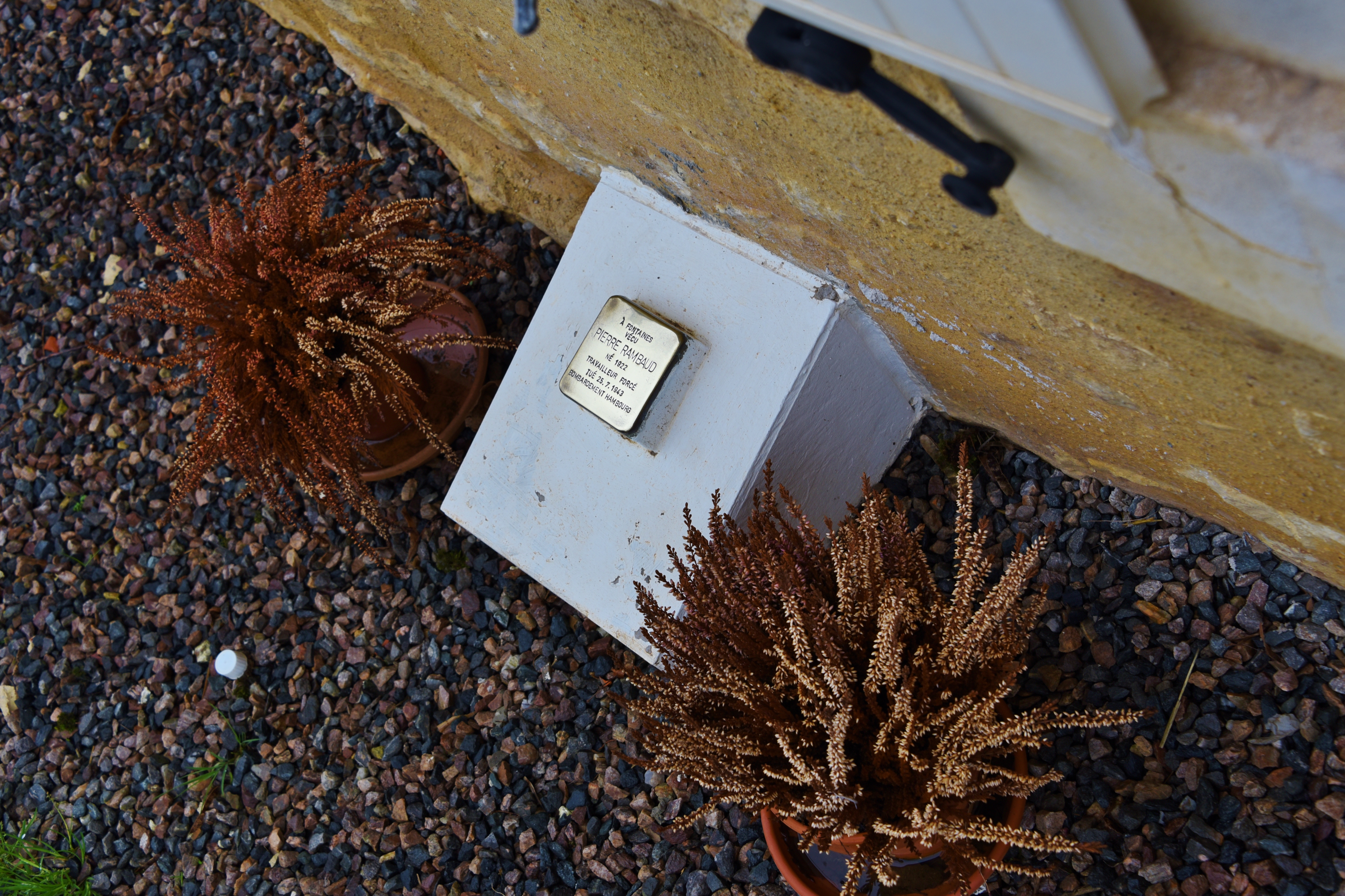
Fontaines
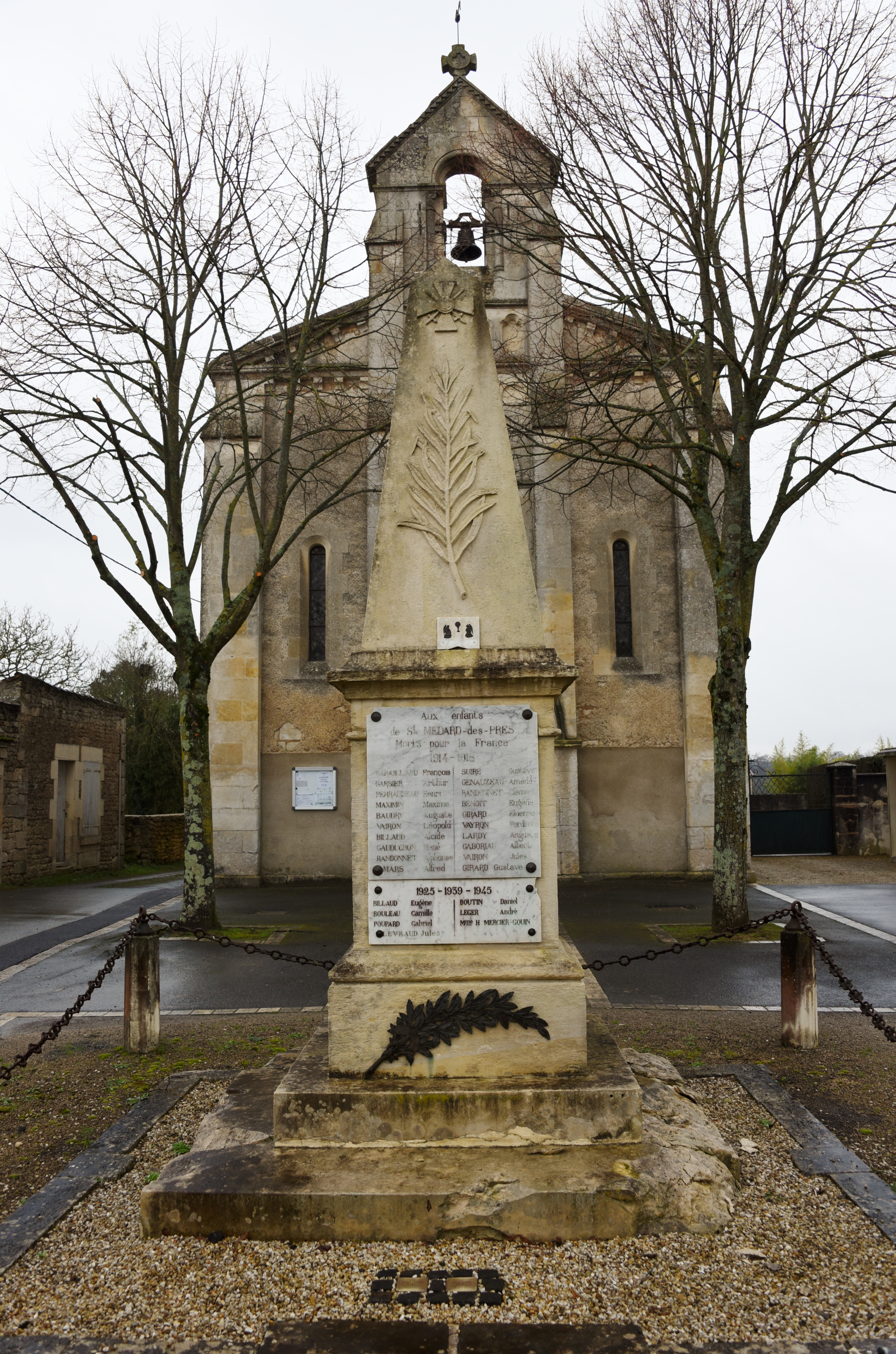
Fontenay-le-Comte

Die Stolpersteine in dieser Region wurden an folgenden Tagen verlegt:
- 30. September 2013: Fontaines, Fontenay-le-Comte, Nieul-sur-l’Autise
- 1. Oktober 2013: Bourneau, Longèves, Mervent
- 2. Oktober 2013: L’Aiguillon-sur-Mer, Beaulieu-sous-la-Roche
- 30. November 2023: Évron
- 1. Juni 2024: Changé